# Битва при Цусмарсхаузене
Битва при Цусмарсхаузене (фр. Bataille de Zusmarshausen) — сражение Тридцатилетней войны, состоявшееся 17 мая 1648 года, в котором шведы (маршал Карл Густав Врангель) и французы (Тюренн и Конде) разбили имперско-баварскую армию. После этого сражения и сражения под Лансом только имперские территории и собственно Австрия оставались в руках Габсбургов.

## Военная ситуация
К концу 1640-х годов все воюющие стороны Тридцатилетней войны были измотаны тремя десятилетиями жестоких боев. Делегаты с 1646 года уже вели переговоры о мире в вестфальских городах Мюнстер и Оснабрюк, но в то же время противоборствующие державы продолжали сражаться, чтобы улучшить свои дипломатические позиции. 
Весной 1648 года войска Врангеля и Тюренна объединились и продвинулись на юго-восток во Франконию, вынудив основную имперскую полевую армию под командованием Петера Меландера отступить в Баварию, в Ульм, где к нему присоединились баварские войска Й.-М. Гронсфельда. В мае франко-шведская армия продвинулась на юг, в Вюртемберг, а затем двинулась на восток, чтобы противостоять Меландеру и Гронсфельду в Баварии. 
Меландер получил приказ от императора Фердинанда III не рисковать своей армией, поскольку решающее поражение могло иметь решающие последствия для мирных переговоров в Вестфалии. Поэтому он решил снова отступить, а не противостоять Врангелю и Тюренну, и приказал своим войскам выйти из Ульма и двинуться на восток, к Аугсбургу. Для прикрытия отступления он выделил 2000 хорватских кавалеристов под командованием Раймондо Монтекукколи для выполнения арьергардных действий у моста через реку Цусм в деревне Цусмарсхаузене.

## Ход сражения
В 7 часов утра 17 мая шведский авангард атаковал войска Монтекукколи в Цусмарсхаузене. Монтекукколи в течение часа сдерживал шведские атаки, а затем приказал своим людям отойти на восток, к деревне Херпфенрид, где они заняли новые позиции. Однако группе французской кавалерии удалось обойти с юга позиции Монтекукколи, угрожая отрезать его от остальной части имперско-баварской армии. Меландер во главе своих войск бросился назад, чтобы спасти арьергард, и в результате рукопашной схватки был убит выстрелом в грудь.
Около полудня Монтекукколи удалось вывести своих уцелевших людей из Херпфенрида, а в 14:00 он соединился с Гронсфельдом и остальной частью армии, которая заняла оборонительную позицию на восточном берегу Шмуттера. Позже в тот же день появился французский авангард и предпринял пару атак через реку, но у них не хватило сил для серьезного штурма (большая часть франко-шведской армии все еще растянулась вдоль дороги из Ульма), и наступившая ночь закончила сражение.
Под покровом темноты Гронсфельд оставил импровизированные земляные укрепления на Шмуттере и завершил отступление к Аугсбургу. Потери имперско-баварской армии составили 1582 человека убитыми и ранеными, 315 пленных, 6 полевых орудий, части обоза и павший командир фон Хольцаппель, но основная часть сил бежала.